# جيريمي هاموند
جيريمي هاموند (بالإنجليزية: Jeremy Hammond)‏ هو موسيقي ومطور برمجيات وعالم حاسوب أمريكي، ولد في 8 يناير 1985 في شيكاغو في الولايات المتحدة.